# Gurps
Gurps er en dansk dokumentarfilm fra 1990 med instruktion og manuskript af Dola Bonfils. Filmen er en del af serien Video- og TV-Laboratoriet 1990.

## Handling
Gurps er en avanceret udgave af Dungeons and Dragons efter et system, der hedder Generic Universal Role Playing System. En gruppe unge udfolder en dramatisk eventyrverden for hinanden - og tilskueren - i et rollespil, hvor de skaber en karakter, helt eller skurk, og i øvrigt kaster terninger om denne figurs udvikling og skæbne. Instruktøren af videoen spiller med i billeder og lyd, der inviterer tilskueren på en tur væk fra realiteternes verden.